# 33.ª Cumbre de la Liga Árabe
La 33.ª Cumbre de la Liga Árabe, también llamada como la Cumbre de la Liga Árabe 2024 o la Cumbre de Baréin, es la trigésima tercera reunión del Consejo de la Liga Árabe, que se celebró el 16 de mayo de 2024 en Manama. El rey de Baréin, Hamad bin Isa Al Jalifa, anunció que el Reino de Baréin fue el anfitrión de la cumbre en la sesión de clausura de la reunión del Consejo de la Liga Árabe al nivel de la trigésima segunda cumbre celebrada en Arabia Saudita.